# 刑事犬養隼人
『刑事犬養隼人』（けいじいぬかいはやと）は中山七里の推理小説のシリーズ。ここでは著者の作品に多岐にわたって登場する警視庁刑事部捜査一課刑事・犬養隼人を主人公とした作品を扱う。
当初はシリーズ化を見込んでの執筆ではなかったが、好評だったために出版社から続編のオファーがあり、シリーズ化が決定した。そのため、単行本にはシリーズの一作であることは明記されておらず、第1作の『切り裂きジャックの告白』と第2作の『七色の毒』が文庫化された際、副題に「刑事犬養隼人」の文字が加えられ、シリーズであることが初めて明確化された。また、このシリーズでは過去の有名なダークヒーローを使うことが決めごととされており、「命」をテーマに扱っている。
2015年、朝日放送の制作により、テレビ朝日系でテレビドラマ化され、主人公・犬養隼人を沢村一樹が演じた。ドラマシリーズ第2弾が2016年9月に放送。
2020年、『ドクター・デスの遺産』が『ドクター・デスの遺産-BLACK FILE-』のタイトルで映画化され、犬養を綾野剛が演じた。それに併せて、『切り裂きジャックの告白』から『ドクター・デスの遺産』までの文庫本既刊4冊に、映画キャストの顔写真を用いた全面帯が巻かれた。

## シリーズ一覧
切り裂きジャックの告白
- 単行本書き下ろし
- 単行本：2013年4月26日発売、角川書店、ISBN 978-4-04-110440-8
- 文庫本『切り裂きジャックの告白 刑事犬養隼人』：2014年12月25日発売、角川文庫、ISBN 978-4-04-102051-7、解説：永江朗

七色の毒（短編集）
- 単行本：2013年7月31日発売、角川書店、ISBN 978-4-04-110495-8
- 文庫本『七色の毒 刑事犬養隼人』：2015年1月24日発売、角川文庫、ISBN 978-4-04-102046-3

| タイトル                                  | 初出                          |
| ----------------------------------------- | ----------------------------- |
| 赤い水                                    | 『小説 野性時代』2012年7月号  |
| 黒いハト                                  | 『小説 野性時代』2012年12月号 |
| 白い原稿                                  | 『小説 野性時代』2013年2月号  |
| 青い魚                                    | 『小説 野性時代』2013年3月号  |
| 緑園の主                                  | 『小説 野性時代』2013年4月号  |
| 黄色いリボン                              | 『小説 野性時代』2013年5月号  |
| 紫の献花 （文庫収録時「紫の供花」に改題） | 書き下ろし                    |

ハーメルンの誘拐魔
- 初出：『小説 野性時代』2014年10月号 - 2015年7月号
- 単行本：2016年1月29日発売、KADOKAWA、ISBN 978-4-04-103209-1
- 文庫本『ハーメルンの誘拐魔 刑事犬養隼人』：2017年11月25日発売、角川文庫、ISBN 978-4-04-106357-6、解説：新井見枝香

ドクター・デスの遺産
- 初出：『日刊ゲンダイ』2015年11月3日号 - 2016年4月30日号
- 単行本：2017年5月31日発売、KADOKAWA、ISBN 978-4-04-103997-7
- 文庫本『ドクター・デスの遺産 刑事犬養隼人』：2019年2月23日発売、角川文庫、ISBN 978-4-04-107794-8、解説：宮下洋一

カインの傲慢
- 初出：『本の旅人』2018年4月号 - 2019年1月号
- 単行本：2020年5月29日発売、KADOKAWA、ISBN 978-4-04-109423-5
- 文庫本『カインの傲慢 刑事犬養隼人』：2022年6月10日発売、角川文庫、ISBN 978-4-04-111984-6

ラスプーチンの庭
- 初出：『小説 野性時代』2019年8月号 - 2020年5月号
- 単行本：2021年1月29日発売、KADOKAWA、ISBN 978-4-04-110905-2
- 文庫本『ラスプーチンの庭 刑事犬養隼人』：2023年8月24日発売、角川文庫、ISBN 978-4-04-113567-9、解説：紀藤正樹

ドクター・デスの再臨
- 初出：『日刊ゲンダイ』2020年10月5日号 - 2021年4月1日号
- 単行本：2024年5月31日発売、KADOKAWA、ISBN 978-4-04-114994-2

## 登場人物
犬養 隼人（いぬかい はやと）
警視庁捜査一課の巡査部長⇒警部補。麻生班所属。30代半ば。目や唇の動きを見ただけで嘘を見抜く鋭い観察眼を持っており、「野郎の嘘を見抜く名人」と言われ、男の犯人に限るなら検挙率は本庁で1,2位を争う捜査一課のエースだが、なぜか女には滅法弱く、ティーンエイジャーにすら騙されてばかりいる。すらりと背が高く、涼しげで目鼻立ちが整った俳優のような顔をしているため、〈無駄に男前の犬養〉と他の部署にも有名。実際、警察の採用試験を受ける寸前までは俳優養成所に通っており、人の動作について学んだことで嘘を見抜く特技もそこで習得した。社交性が服を着て歩いているような男だが、無表情になった途端に静かな殺気を孕む。個人プレーを好むタイプ。現場が好きで、管理職など昇進には興味がない。
男振りの良さもあり、学生時代から女に困ったことが無く、貞操観念が希薄で実はバツ2。1番目の妻・成美とは犬養の浮気（相手の女は追っていた事件の重要参考人の妻で家庭内暴力を受けていた）が原因で離婚し、2回目の結婚はわずか1年で破綻した。両親を早くに亡くしており、兄弟もいない。
1番目の妻・成美との間に娘・沙耶香がいる。親権は成美に渡したが、養育費と治療費は犬養が払い続けている。
高千穂 明日香（たかちほ あすか）
警視庁捜査一課の紅一点。少年犯罪を防ぎたいという理由で生活安全課を希望していたにもかかわらず、捜査一課に回された変わり種。婦警というより保育士のような雰囲気をもっており、子供の扱いも慣れている。
麻生（あそう）
警視庁捜査一課の警部で班長。犬養の上司。同じ捜査一課の桐島とは犬猿の仲。
無骨かつ癇癪持ちで、事件が解決した時とボーナス支給日以外は常に不機嫌。しかし喜怒哀楽をあらわにしているようににえて、実は部下の所作1つも見逃してはおらず、ここぞという時にはきちんと釘をさす。自ら出向きたい気持ちをおさえて現場には行かず、部下の能力を伸ばそうとするタイプ。
豊崎 沙耶香（とよざき さやか）
犬養と1番目の妻・成美との娘。腎不全で人工透析が欠かせず、腎移植をしなければ根本的な治療にはならないと言われており、帝都大附属病院に入院してドナーを待っている。尖った物言いは母親にそっくりで、図星をさされるといつも黙り込む。
豊崎 成美（とよざき なるみ）
犬養の最初の妻で沙耶香の母。すでに再婚している。

## テレビドラマ
シリーズ第1作の長編『切り裂きジャックの告白』が2015年4月18日 21:00 - 23:06 に朝日放送の制作により、テレビ朝日系で「土曜ワイド劇場特別企画」としてテレビドラマ化された。主演は沢村一樹。『七色の毒』に収録されている短編「白い原稿」を原作とする第2弾が、2016年9月24日21:00 - 23:06に朝日放送の制作により、テレビ朝日系で『土曜プライム』のスペシャルドラマとして放送された。

### キャスト

#### 警視庁
犬養 隼人（いぬかい はやと）
演 - 沢村一樹
警視庁捜査一課所属の刑事。人の嘘を完璧に見抜く洞察力を持っており、検挙率は警視庁でトップ。寡黙で感情の起伏が少なく、人との慣れ合いを好まない孤高の存在。
バツイチで独身。元妻は娘の沙耶香を連れて出ていったが、その後亡くなっている。
古手川 和也（こてがわ かずや）
演 - 瀬戸康史
新人刑事。埼玉県警から研修のために捜査一課に配属された。
麻生警部
演 - 渡辺いっけい
御厨検死官
演 - 温水洋一
鶴崎 宏一（つるさき こういち）
演 - 堀部圭亮
津村一課長
演 - 五代高之

#### その他
豊崎 沙耶香（とよざき さやか）
演 - 桜田ひより
犬養の娘。重い腎臓病を患っている。
兵頭 晋一（ひょうどう しんいち）
演 - 水橋研二
関東中央テレビのディレクター。

#### ゲスト
第1作（2015年）
- 高野 千春 - ミムラ
- 高里 達夫 - 青山勝
- 高里昌平の母 - 舟木幸
- 六郷 由美香 - 伊藤歩美
- 六郷 和江 - 兎本有紀
- 六郷 武則 - 井上浩
- 古姓 俊彦 - 石井康太
- 黒木 繁 - 岡元昇 （ABCテレビ･アナウンサー、ドラマオリジナルキャスト）
- 八田 綾子 - 八塚彩美 （ABCテレビ･アナウンサー、ドラマオリジナルキャスト）
- 三田村 敬介 - 阿久津愼太郎
- 具志堅 悟 - 小山田将
- 鬼子母 志郎 - 小林亮太
- 鬼子母 涼子 - 床嶋佳子
- 真境名 陽子 - 山下容莉枝
- 真境名 孝彦 - 竜雷太（特別出演）
- 古原靖久、脇崎智史、永倉大輔、大西洸一郎ほか

第2作（2016年）
- 高森英雄 - 加藤雅也
- 篠島タク - 吉川純広
- 桜庭香澄 ‐ 内田慈
- 嵐馬シュウト - 遠藤雄弥
- 志倉楓 - 福原遥
- 沼田博正 - 山中崇
- 宮野みづほ - 田中珠里（X21）
- ワイドショー司会 - 岡元昇 （ABCテレビ･アナウンサー）
- 日下康介 ‐ 半海一晃
- 野中隆光、田口主将、杉口秀樹、高橋広吏　ほか

### スタッフ
- 原作 - 中山七里
- 脚本 - 山岡潤平
- 監督 - 本橋圭太（第1作）、本田隆一（第2作）
- 警察監修 - 大橋菊夫
- 第1作
  - 取材協力 - 日本臓器移植ネットワーク
  - 劇中資料 - 仁賀克雄「図説 切り裂きジャック」（河出書房新社）
  - 医療監修 - 明星智洋
  - トランペット指導 - 松岡豊
- 第2作
  - スタントコーディネーター - 髙橋伸稔
  - ロケ協力 - 三郷市、所沢市役所、所沢ロケーションサービス、流山市フィルムコミッション　ほか
- 技術協力 - ビデオフォーカス(1)、ジースタッフ(1)、東通(1)、アップサイド(2)、サウンドライズ(2)、関西東通(2)
- 照明協力 - ラ・ルーチェ(1)、Kカンパニー(2)
- 美術協力 - テレビ朝日クリエイト(1)、東京美工、アックス(2)
- 音響効果 - サウンドエッグノッグ(1)、メディアハウスサウンドデザイン(2)
- 編集・MA - ザ・チューブ(1)
- 制作管理 - インナップ(1)
- 企画協力 - KADOKAWA
- プロデューサー - 飯田新（ABC）[40]、壁谷悌之（泉放送制作）、島崎敏樹（泉放送制作）
- 制作 - ABC、泉放送制作

### 放送日程
| 話数 | 放送日         | タイトル                                                        | 原作                         | 監督     |
| ---- | -------------- | --------------------------------------------------------------- | ---------------------------- | -------- |
| 1    | 2015年04月18日 | 土曜ワイド劇場特別企画 切り裂きジャックの告白 〜刑事 犬養隼人〜 | 『切り裂きジャックの告白』   | 本橋圭太 |
| 2    | 2016年09月24日 | 土曜プライム スペシャルドラマ刑事犬養隼人                       | 『七色の毒』所収「白い原稿」 | 本田隆一 |

## 映画
『ドクター・デスの遺産-BLACK FILE-』が2020年11月13日に公開。原作はシリーズ第4作『ドクター・デスの遺産』。監督は深川栄洋。主演は綾野剛。